# Makeda Silvera
 (mars 2025).
Makeda Silvera (née en 1955 à Kingston, Jamaïque) est une écrivaine canadienne ayant œuvré dans la publication d'écrits pour et par les femmes racisées.

## Biographie
Makeda Silvera a émigré au Canada à l'âge de 12 ans avec sa famille et vit aujourd'hui à Toronto, au Canada. L’écriture a toujours été un intérêt majeur pour Silvera. Elle a commencé dans le journalisme, travaillant avec les journaux communautaires Contrast et Share de Toronto, et a été membre du collectif éditorial de Fireweed, un trimestriel féministe. Ses histoires, articles et essais ont été publiés dans de nombreuses revues. Depuis les années 1970, elle travaille et suit de près la situation des travailleurs domestiques des Caraïbes au Canada.
Silvera s’identifie clairement comme une féministe lesbienne noire issue de la classe ouvrière. Cette expérience, combinée à son amour des mots, l’a conduite à l’activisme par l’écriture.
Enfant en Jamaïque dans les années 1960, Silvera "ne savait rien du racisme". Venir au Canada à l’âge de 12 ans a été, pour elle, un « réveil brutal ». Face à la "froideur" et au racisme dans la salle de classe, elle a fait face en s’enterrant dans des livres. Cependant, elle n’a trouvé aucun reflet d’elle-même ou de son expérience dans les livres, les émissions de télévision ou les cours à sa disposition. Silvera a déclaré qu’elle s’est impliquée dans l’écriture en tant qu’activiste lorsque, alors qu’elle travaillait comme journaliste pour un journal communautaire noir au début des années 1980, elle a été chargée de couvrir la controverse sur la décision d’expulser un grand nombre de travailleurs domestiques des Caraïbes du Canada. Elle a enquêté sur les accords entre les gouvernements du Canada et des Caraïbes, couvert les manifestations et écouté les histoires de certains travailleurs. Cependant, elle a rapidement été retirée de l’histoire parce que les éditeurs estimaient que ses reportages montraient trop de parti pris.
Lesbienne, elle a fondé en 1985, avec sa compagne Stephanie Martin, Sister Vision Press (en), une maison d'édition de petite press. Cette dernière a été la première dédiée à la publication d' écrits par et pour des femmes racisées. En raison de leurs origines et de leur homosexualité, les deux femmes ont eu beaucoup de mal à mener à bien leur projet. Elles ont tout de même réussi à publier plusieurs travaux , qui portaient majoritairement sur le lien entre le genre et la race au Canada, aux Caraibes et dans d'autres endroits défavorisés à travers le monde.
Elles ont ainsi édité un certain nombre d’anthologies, dont Piece of My Heart (1991), la première anthologie nord-américaine de littérature par des lesbiennes de couleur. Piece of My Heart a été décrit dans le Canadian Journal of Women and the Law comme « une collection historique de voix lesbiennes disparates. En combinant le matériel réimprimé par des écrivains lesbiennes renommés comme Audre Lorde, Cheryl Clarke, Jewell L. Gomez, Chrystos et Barbara Smith avec le travail de nouveaux écrivains stimulants comme Raymina Y. Mays, Karin Aguilar-San Juan, Milagros Paredes et Nice Rodriguez, Silvera crée un témoignage durable du lien inextricable entre la littérature et l’activisme social pour d’innombrables lesbiennes multiethniques et multiraciales. »
À mesure que leur presse a mûri, leur vision a reçu une énergie renouvelée grâce à un travail de collaboration avec des organisations féministes des Caraïbes, de Grande-Bretagne, d’Afrique australe, d’Inde et d’autres pays ainsi qu’en Amérique du Nord. Un tel effort de collaboration avec CAFRA (Caribbean Association for Feminist Research and Action) de Trinité-et-Tobago a abouti à la publication de Creation fire : a CAFRA anthology of Caribbean women poets (1990). Ce livre rassemblait la poésie des femmes caribéennes des Caraïbes et de la diaspora et incluait toutes les langues des Caraïbes ¾ anglais, français, créole, papiemento, néerlandais, espagnol et autres.
Black Light est une chronique d’Amanda Parris, lauréate d’un prix du Gouverneur général, qui met en lumière, défend et défie l’art et la culture populaire créés par des Noirs et/ou des centres noirs. Cette édition invitée est un essai de l’écrivain Makeda Silvera.